# Església alemanya d'Estocolm

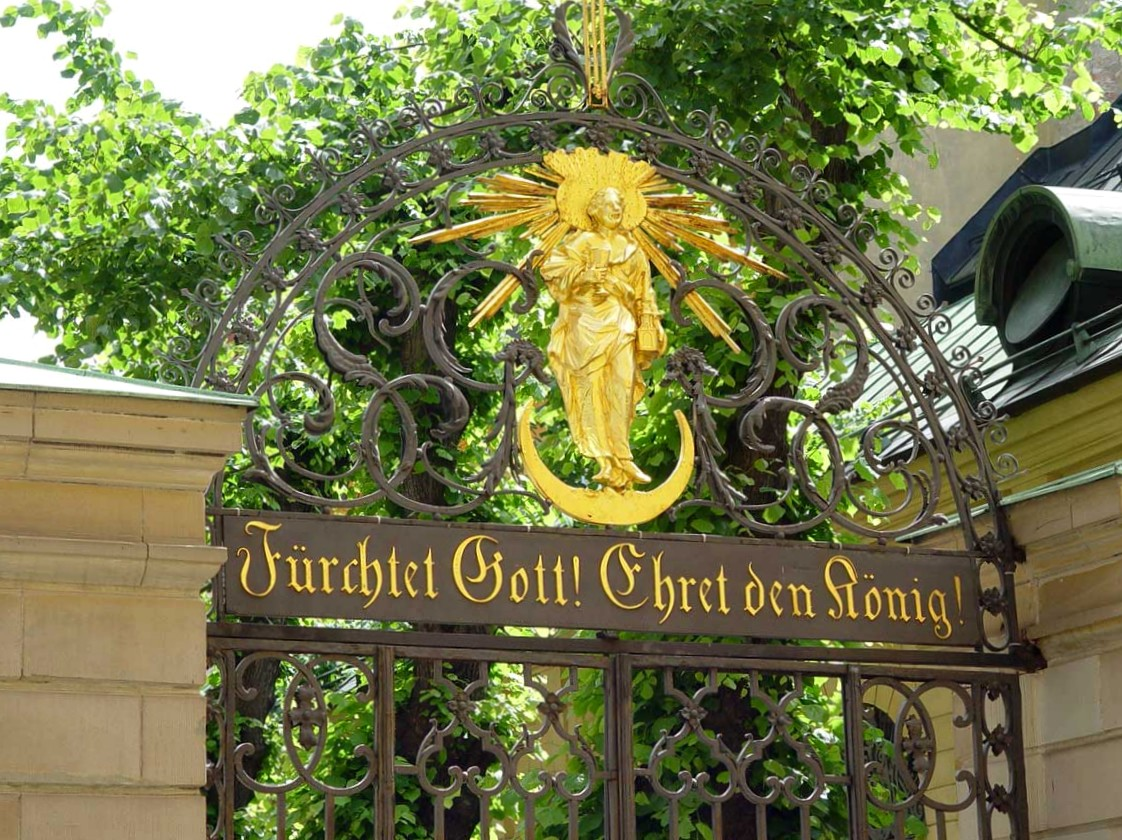
Porta nord

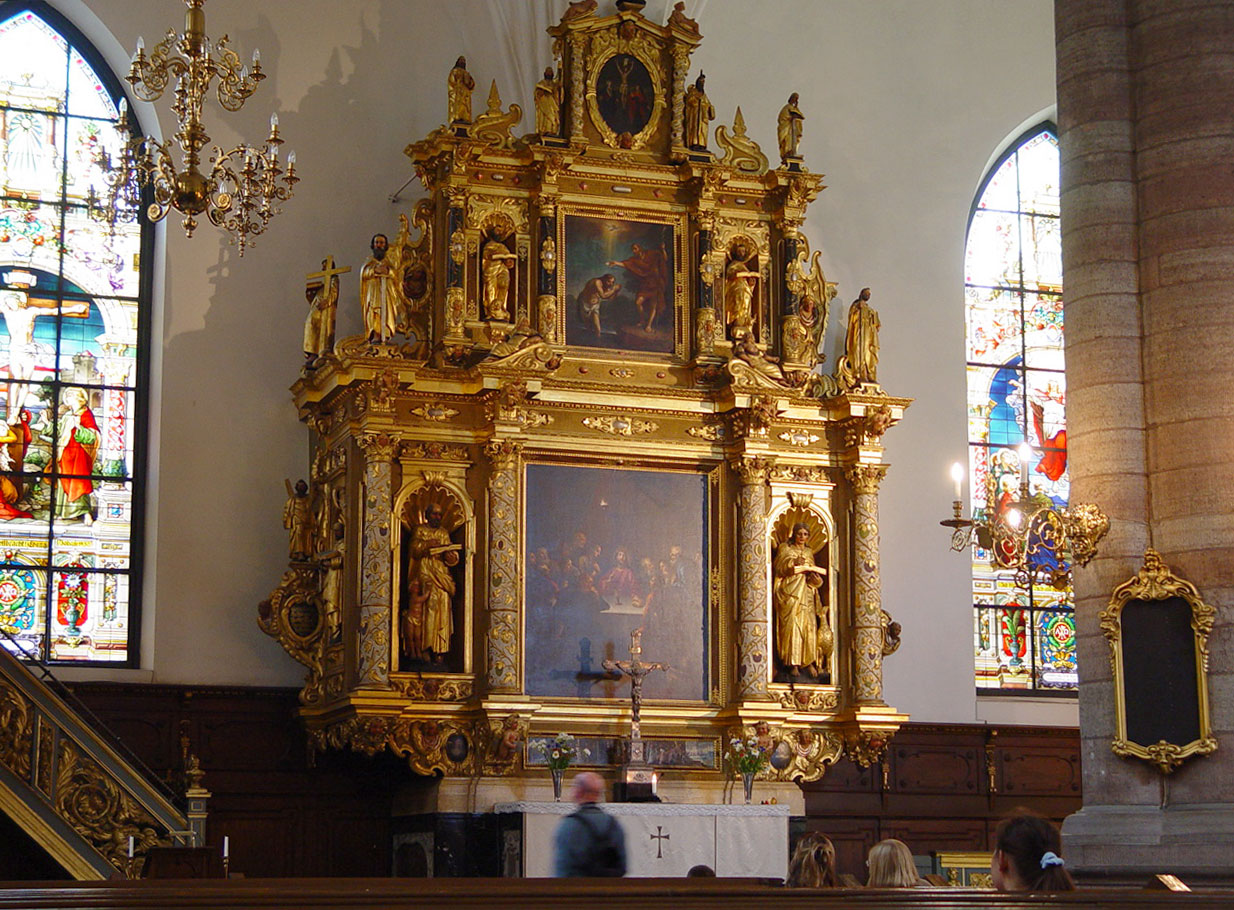
Altar

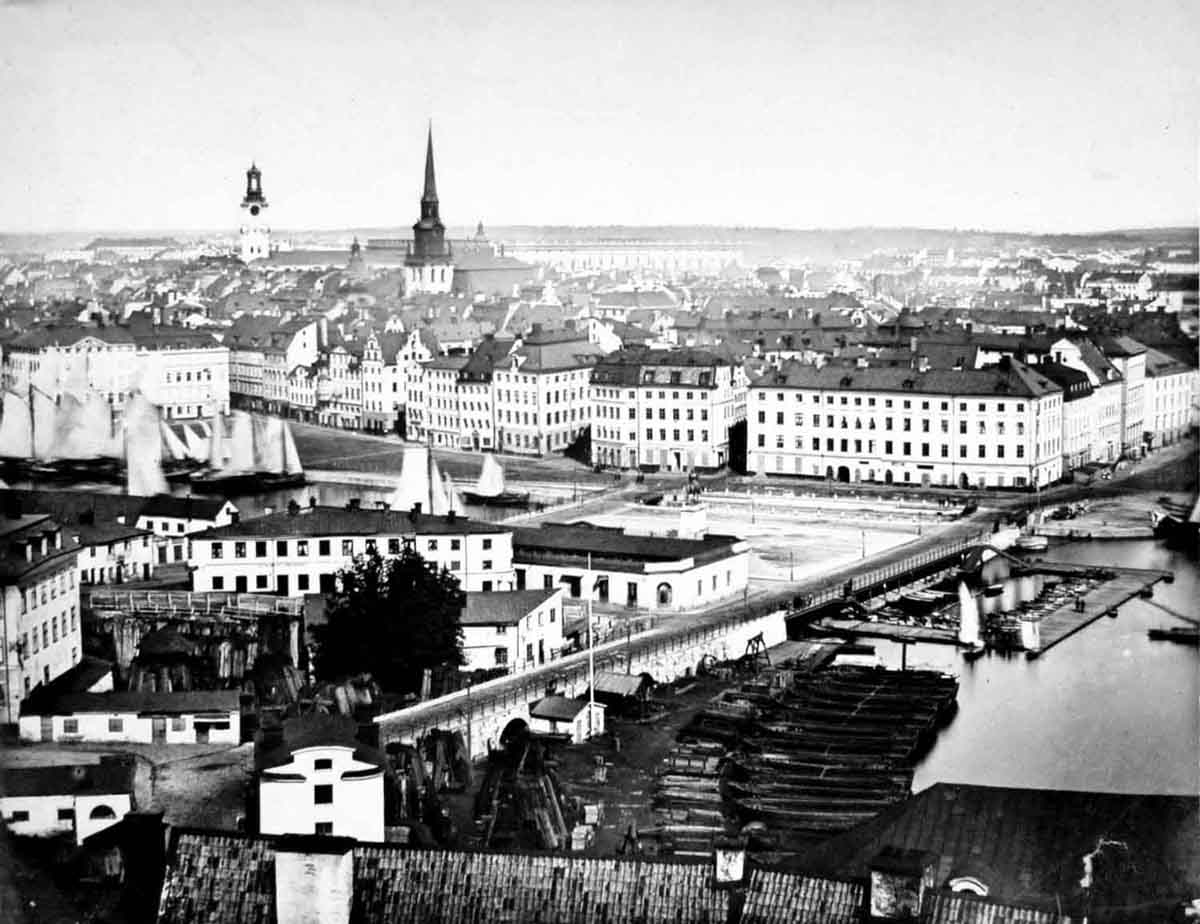
Foto de 1865 mostrant l'antiga torre

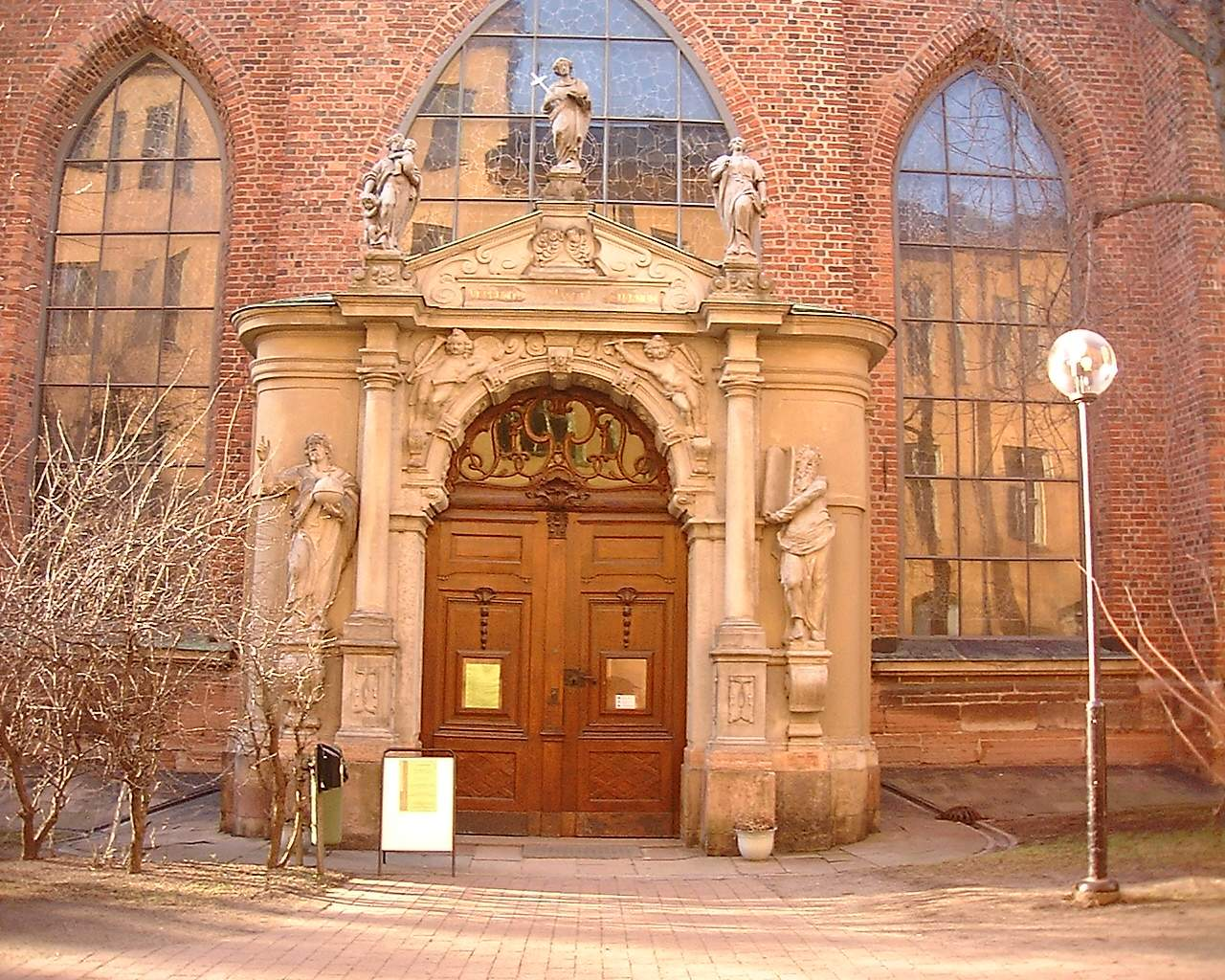
Portalada sud

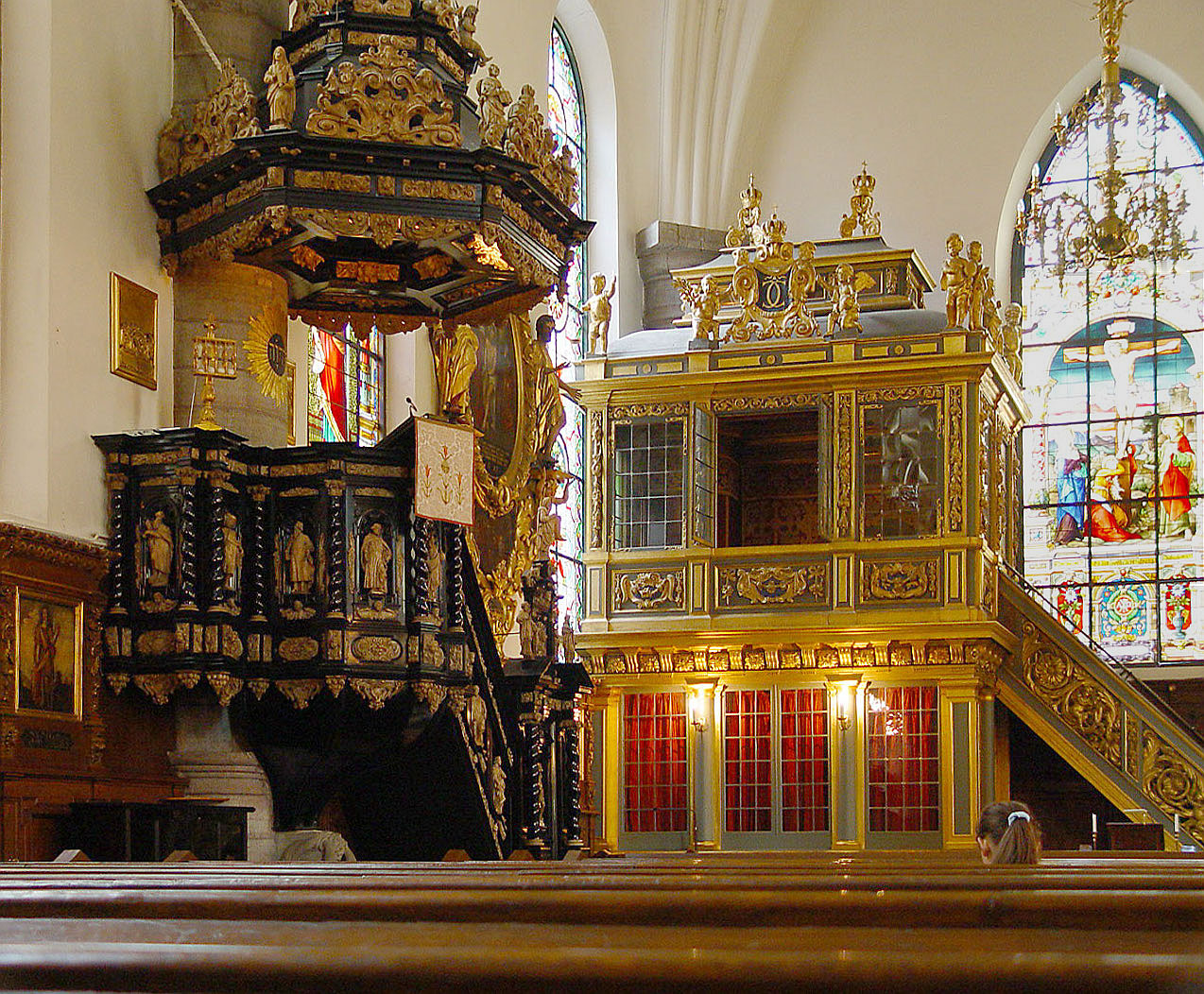
Púlpit i "galeria del rei " dissenyada per Nicodemus Tessin el vell

L'Església alemanya (alemany: Deutsche Kirche, suec: Tyska kyrkan), de vegades anomenada església de Santa Gertrudis (suec: Sankta Gertruds kyrka), és una església situada a l'illa de Gamla Stan, la ciutat vella d'Estocolm, Suècia, pertanyent a la parròquia alemanya de Santa Gertrudis de l'Església de Suècia.
Situada entre els carrers Tyska Brinken, Kindstugatan, Svartmangatan, i Prästgatan, agafa el seu nom de la seva ubicació al centre d'un barri habitat pels alemanys durant l'edat mitjana. Oficialment s'anomena de Santa Gertrudis, per la seva advocació a la santa abadessa benedictina (626-659) del monestir de Nivelles, a l'actual Bèlgica, i santa patrona dels viatgers.

## Història
El gremi alemany de santa Gertrudis va ser fundat en el segle xiv on actualment s'ubica l'església. Tot i que el gremi va ser creat per comerciants alemanys, els seus homòlegs suecs era sovint convidats a participar en les seves activitats. Per exemple, el rei Carles VIII  va ser elegit a l'edifici del gremi el 1448. La seu del gremi va ser gradualment reconvertit en una església a partir dels anys 1580. Entre els arquitectes implicats hi havia Willem Boy, l'arquitecte flamenc del rei Eric XIV de Suècia, el való Hubert de Besche i també Hans Jacob Kristler, l'arquitecte d'Estrasburg qui va dissenyar el palau Makalös -actualment Kungsträdgården- per a Jacob de la Gardie.
Encara que hi havia un nombre abundant de mercaders i artesans alemanys a Estocolm durant l'edat mitjana, no van posseir un espai propi pels seus sermons religiosos fins que el 1558 quan el rei Gustau I els va permetre fer sermons separats. El 1571, el rei Joan III va autoritzar els alemanys expatriats en la ciutat per formar una parròquia separada, incloent convocant sacerdots d'Alemanya, i es va convertir així en la primera parròquia eclesiàstica alemanya fora d'Alemanya.Van celebrar per primera vegada els seus sermons al monestir franciscà de Riddarholmen  (avui Riddarholmskyrkan) però al cap de cinc anys es van traslladar a l'edifici del gremi on el rei anterior tenia una capella construïda per a la parròquia finlandesa.
Les dues parròquies van compartir l'espai, amb els alemanys gestionant el manteniment de la capella i també inaugurant una escola alemanya el 1580, aviat reubicada a Tyska Skolgränd on va continuar fins al 1888.
El 1607, tanmateix, el rei Carles IX de Suècia va transferir les instal·lacions exclusivament als alemanys. Hans Jakob Kristler va ampliar la capella entre 1638-1642 a les dues naus de l'església actual. Durant el segle xvii, mentre el cor de l'escola participava en els concerts reials, l'església esdevenia un centre important de música eclesiàstica dins Suècia. El 1716 es va començar la construcció d'una cripta que va ser interrompuda entre 1860-1992, i encara està en ús a la parròquia. El 1800, la congregació alemanya s'havia reduït a només 113 persones, i el 1878 un incendi va destruir la torre. Avui les parròquies alemanyes s'ordenen sota l'Església de Suècia però com a parròquies no territorialitzades, amb aproximadament 2.000 membres distribuïts per tot Estocolm. Els sermons són en alemany cada diumenge a les 11 del matí, i l'església és oberta diàriament durant l'estiu i els caps de setmana durant hivern.

## Exterior
La torre de maó i de coure cobrint la cuculla, amb una alçada de 86 metres, va ser completada el 1878 segons disseny de Julius Carl Raschdorff (1823–1914), un arquitecte berlinès. Per a l'execució va escollir gàrgoles neogòtiques amb representació d'animals grotescos, un fet inusual en la història arquitectònica sueca, però avui reconegut com a 'característiques naturals' de la ciutat vella. L'elaborat carilló se sent sobre la ciutat vella quatre cops al dia: a les 8 h i a les 16 h amb el salm Nun danket alle Gott, i a migdia i les 20 h el salm Lloat sigui el Senyor, el Totpoderós.
Sobre la porta del nord que dona a Tyska Brinken hi ha una imatge daurada del patró amb l'exhortació Fürchtet Gott! Ehret den König! — "Temor de Déu! Honra al Rei!". Flanquejant la porta oriental que dona a Svartmangatan hi ha dues plaques amb inscripcions daurades. El portal de pedra sorrenca del sud està flanquejada per estàtues de Jesús i Moisès, en el context que simbolitzen el Nou i el Vell Testaments, acompanyades per l'Amor, Esperança, i la Fe. Les estàtues van ser tallades per Jost Henne de Westfàlia en la dècada de 1640, qui més tard va esdevenir regidor dels masons del gremi.

## Interior
L'interior és d'estil barroc, les grans finestres que aporten una gran il·luminació natural, fan ressaltar les voltes blanques i els múltiples caps d'àngels. Les bodegues de l'original edifici del gremi encara hi són sota el pis de marbre actual. A l'atri hi ha una finestra presentant santa Gertrudis sostenint un calze en una mà i un model d'església a l'altre. El retaule és obra de Markus Hebel, un mestre barroc de Neumünster, Schleswig-Holstein.
L'anomenada "galeria del rei" coronada pel monograma del rei Carles XI de Suècia va ser dissenyat per Nicodemus Tessin el vell. A l'estructura verda i daurada, que descansa sobre pilars aparentment suspesos sobre el pis, s'hi accedeix per una escala magníficament tallada que va ser utilitzada per generacions de famílies reials, sovint d'origen alemany, quan assistien als sermons. El sostre mostra una pintura per David Klöcker Ehrenstrahl, nascut a Hamburg i membre de la parròquia alemanya. La part baixa de la galeria conté actualment la sagristia. Els vitralls pintats de les finestres són tots de començaments de segle xx. Les finestres del sud descriuen els beneficis de viure una vida devota.
A l'entrada hi ha una placa commemorativa que recorda al restaurador Peter Hinrich Fuhrman (1773), un dels donants més importants de l'església.